# Chirols
Chirols ist eine französische Gemeinde mit 270 Einwohnern (Stand 1. Januar 2022) im Département Ardèche in der Region Auvergne-Rhône-Alpes. Sie ist Mitglied im Gemeindeverband Ardèche des Sources et Volcans.

## Geografie
Chirols liegt im Tal der Fontolière, einem linken Nebenfluss der Ardèche und ist Teil des Regionalen Naturparks Monts d’Ardèche.

## Bevölkerung

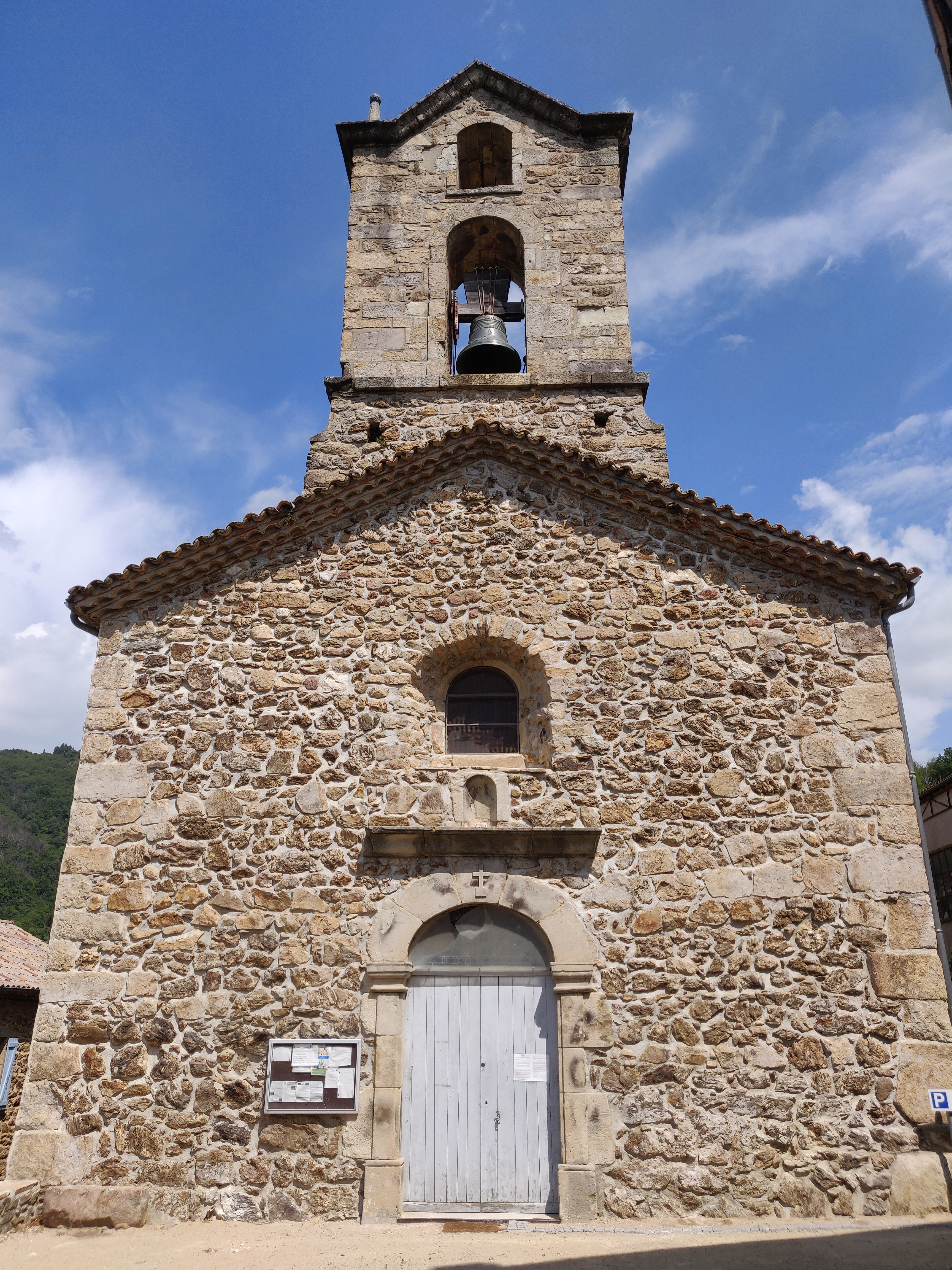
Kirche Notre-Dame in Chirols

| Jahr                       | 1962 | 1968 | 1975 | 1982 | 1990 | 1999 | 2009 | 2018 |
| -------------------------- | ---- | ---- | ---- | ---- | ---- | ---- | ---- | ---- |
| Einwohner                  | 358  | 316  | 273  | 223  | 257  | 256  | 256  | 234  |
| Quellen: Cassini und INSEE |      |      |      |      |      |      |      |      |